# Clematis pseudootophora
Clematis pseudootophora är en ranunkelväxtart som beskrevs av M. Y. Fang. Clematis pseudootophora ingår i släktet klematisar, och familjen ranunkelväxter. Inga underarter finns listade i Catalogue of Life.